# A Sixtus-kápolna mennyezetfreskója

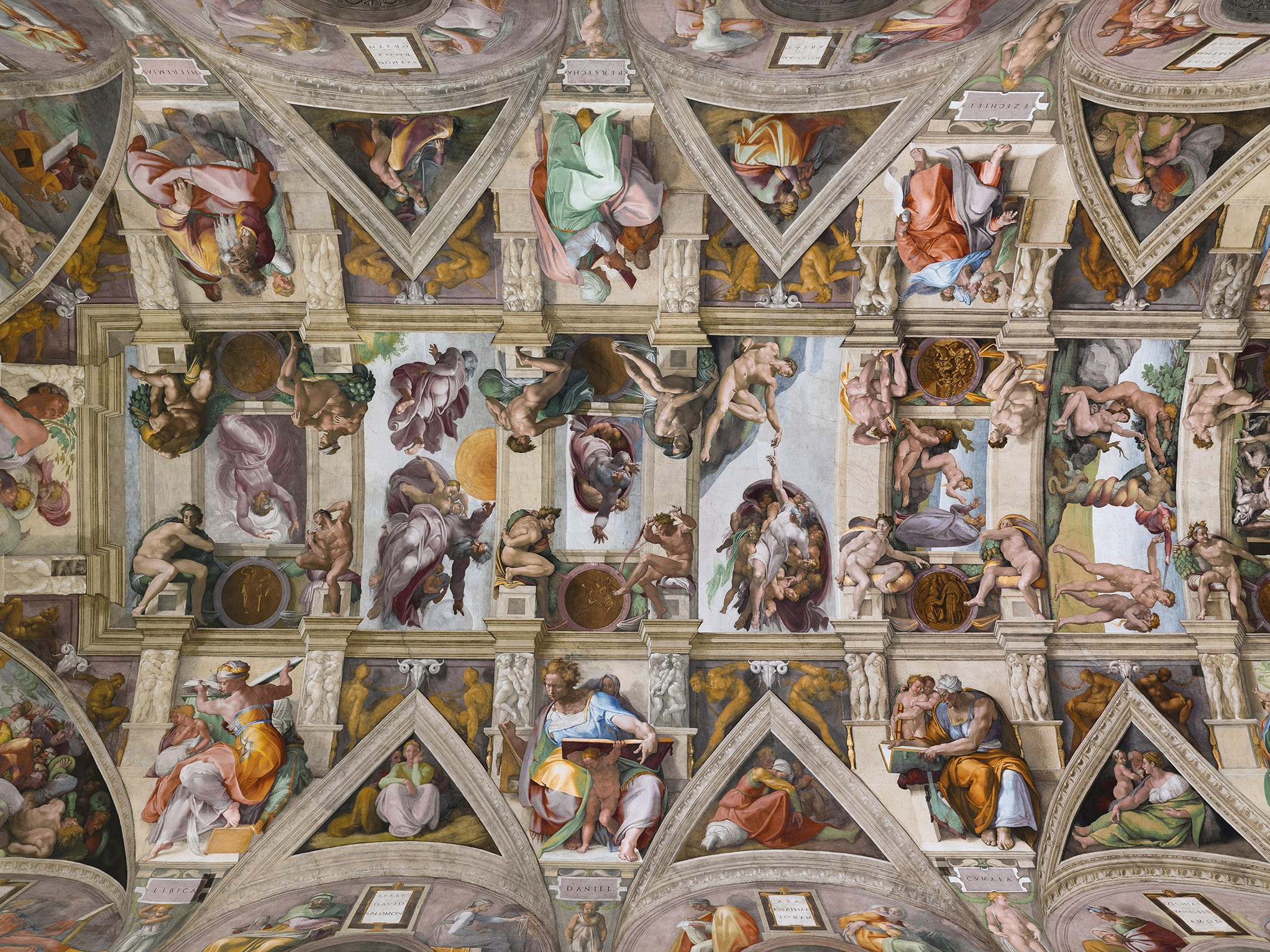
Michelangelo freskója

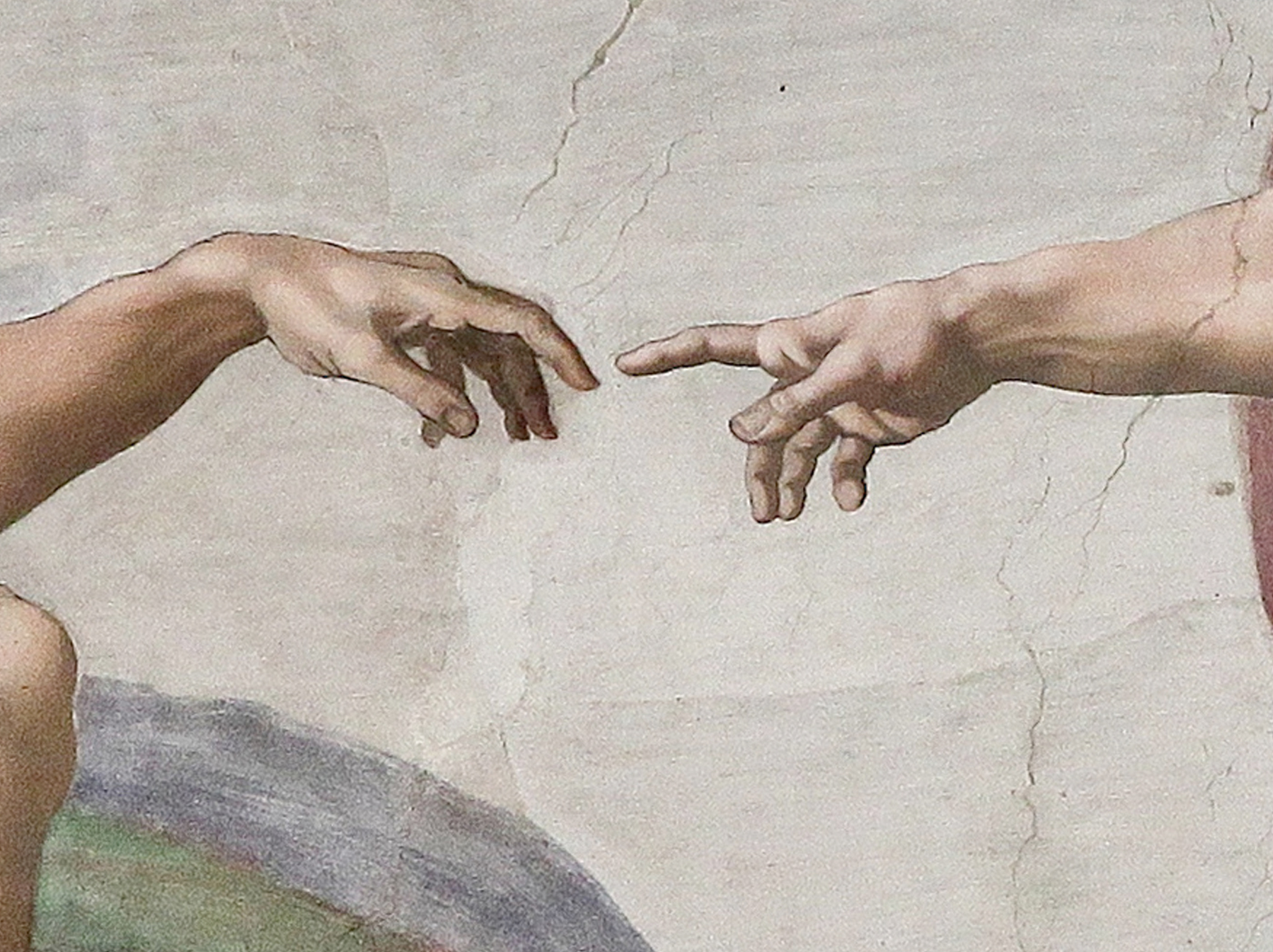
Ádám teremtése (részlet)

A Vatikánban található Sixtus-kápolna mennyezetfreskója Michelangelo remekműve, a világ egyik legismertebb alkotása és az 540 m²-es területével legnagyobb egybefüggő freskója. Egyedülálló tablója az Ószövetség szereplőinek és eseményeinek. Az itáliai reneszánsz korában, 1508 és 1512 között keletkezett mű számtalan elemből áll. Kilenc központi festményen örökíti meg Mózes első könyvének jeleneteit, köztük a freskó legismertebb részletét, az Ádám teremtését, amelyet számtalanszor feldolgoztak a populáris kultúrában. Ezenkívül hét ószövetségi próféta, öt szibilla arcképe, bibliai jelenetek, Krisztus őseinek felsorolása, mellékalakok és a maga korában újszerű látszólagos márványdíszítés teszik teljessé a kompozíciót.

## A kápolna korábbi freskói

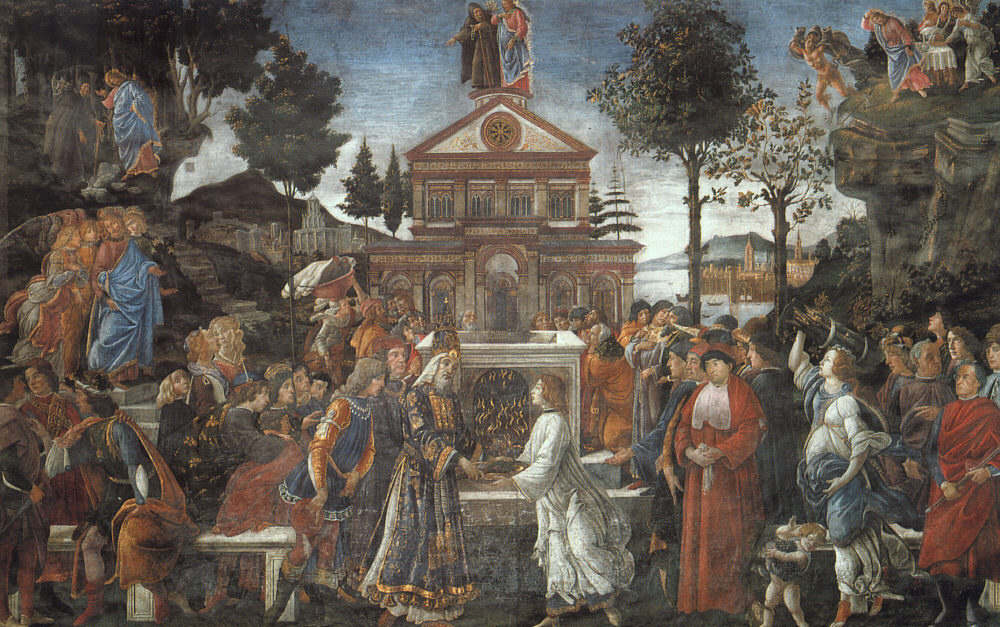
Sandro Botticelli: Jézus megkísértése (1481–1482)

IV. Szixtusz pápa, valószínűleg Lorenzo de’ Medici tanácsára, elsősorban firenzei festőket bízott meg elkészült kápolnája falának díszítésével. Így azután a quattrocento legjelentősebb művészeinek festményei ékítették a falakat: Pietro Perugino, Domenico Ghirlandaio, Sandro Botticelli, Luca Signorelli és a kevésbé ismert Cosimo Rosellini freskói, segítőik pedig Pinturicchio, Piero di Cosimo és Bartolomeo della Gatta voltak.
A freskók párhuzamos ciklusokban jeleneteket ábrázoltak Jézus és Mózes életéből. Az Ószövetséget, a törvény korát és az Újszövetséget, a kegyelem korát állították szembe oly módon, hogy Mózes és Jézus életének hasonló típusú eseményeit párosították össze a paralel futó freskókon.
A két legjelentősebb mester, Perugino és Botticelli több mozzanatot is elkészített. Perugino fennmaradt freskói közül a legismertebb a Jézus átadja a kulcsokat Szent Péternek. Amikor Michelangelo megfestette az Utolsó ítélet című freskót, Perugino oltárképét megsemmisítették. A fennmaradt adatok alapján a festmény feltehetően Mária mennybevételét ábrázolta, két oldalán pedig a Pásztorok imádása és Mózes megtalálása volt. Botticelli művei ma is láthatóak. A tucatnyi freskóból három származik tőle: Jelenetek Mózes életéből, Jézus megkísértése és Kórah bűnhődése.
A kápolna falain alul körben falikárpitot utánzó, gazdagon aranyozott festés fut. Giorgio Vasari szerint az ablakok feletti félköríveket is díszítették, valószínűleg a szokott csillagos mennyboltozat-ábrázolással.
A kápolna tehát Michelangelo megjelenése előtt már szinte kész volt, s valószínűleg senkinek nem jutott volna eszébe új freskók készítése, ha nem támad hatalmas repedés a mennyezeten. Így azonban II. Gyula pápa elrendelte a kápolna szerkezetének megerősítését, és a mennyezet újrafestését, s akkor már miért ne legyenek ott is képek?

## A mennyezetfreskó keletkezése

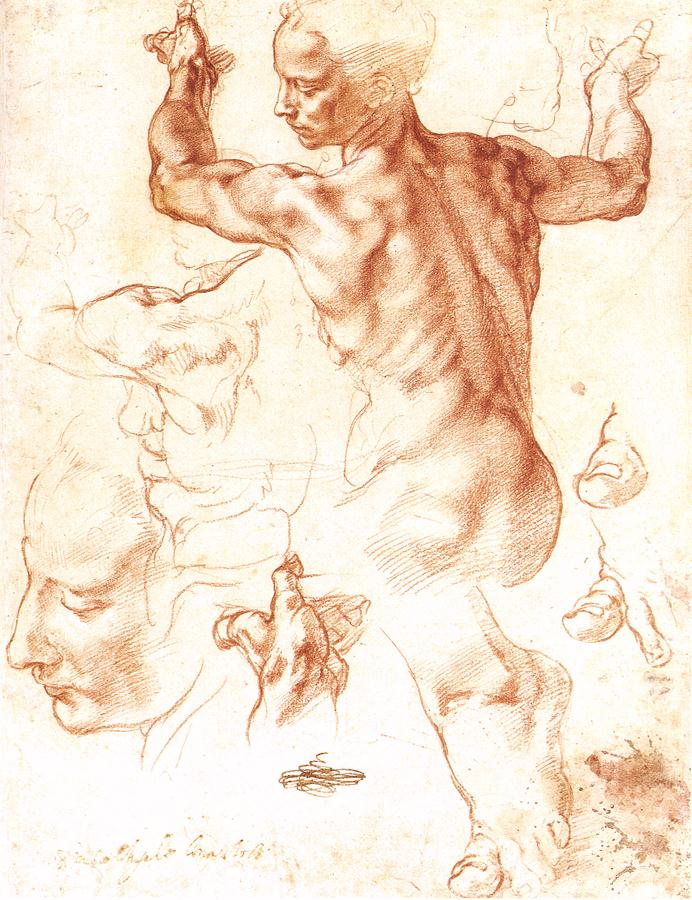
A líbiai szibilla, tanulmány

„Csinálj, amit akarsz!” – vetett véget a pápa Michelangelóval folytatott vitájának. II. Gyula ugyanis eredetileg sokkal kevésbé grandiózus tervvel állt elő, mindössze a nagy felületű, üres mennyezetet szerette volna ornamentális elemekkel tagolni, és az ablakok fölé az apostolok képmását festetni. Mintája az akkoriban felfedezett Domus Aurea volt. Erre szemelte ki a szobrászt, aki vonakodva fogadta el a megbízást, bár amikor Domenico Ghirlandaio műhelyében tanonckodott, mestere épp a firenzei Santa Maria Novella-templomban, Lorenzo de’ Medici apósa kápolnájában egy freskón dolgozott, ebből következően Michelangelónak volt jártassága a freskófestésben. Azonban eddigi egyetlen ilyen jellegű feladata, a Leonardóval közösen elnyert, a firenzei Palazzo Vecchio díszítésére irányuló munkája meghiúsult. Ám ha már őt bízták meg, a természetéből következő monumentalitásra való törekvés arra sarkallta, hogy ne elégedjék meg a pápa által kért változtatásokkal. Olyan művet akart létrehozni, amelynek még nem volt párja a világon. Ilyen előzmények után 1508. május 10-én megkötötték a szerződést.
Az 1508 augusztusában elkezdett munka 1512 októberére készült el. Bár a művész erejét megfeszítve dolgozott, külső okok akadályozták, kétszer is meg kellett szakítania a munkát. 1510 augusztusára elkészült a freskó első felével. Az állványzat lebontása után – ami a pápa parancsára történt – II. Gyula a továbbhaladás anyagi feltételeinek biztosítása nélkül háborúba indult. Michelangelo ezt pótolandó kétszer is utánament, így csak 1511 februárjában kezdhetett újra festeni. Jellemző az anyagi feltételekre, hogy az Úr palástjának hagyományos kék színét ultramarinnal lehetett volna előállítani, de ez a színezőanyag nagyon drága volt, a pápa pedig szűkmarkú. Így választotta a művész az egyedi lilás színt. De ez az eset dicsérheti Michelangelo előrelátását is, ugyanis az ultramarin a beázások hatására elveszti ragyogó kék színét, és zöldre vált. A freskó épségét pedig legjobban a beázások veszélyeztették.

## Állványzat és technikák

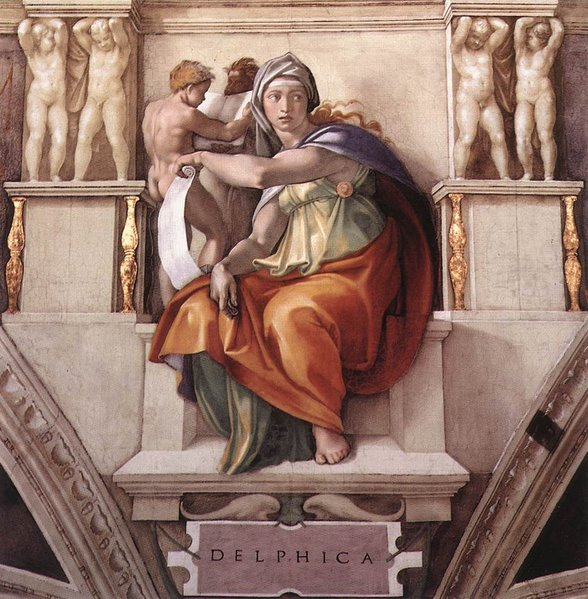
A legismertebb szibilla: a delphoi szibilla

Az állványzatot eredetileg Bramante tervezte, de megoldása, amely a mennyezetről köteleken függött volna, nem tetszett Michelangelónak. Végül a lunetták párkányába fúrt lyukakba erősítették a szerkezet tartógerendáit. A művész leveleiben, verseiben sokat panaszkodott a festés által okozott egészségromlására, s ez azt a képzetet keltette az utókorban, hogy hanyatt fekve festette ki az egész mennyezetet. Találtak azonban egy Michelangelótól származó rajzot, amelyen állva dolgozik a freskón.
Michelangelo a Noé-jeleneteket festette meg először, de munkájával elégedetlen volt, ráadásul penész ütött át az épp elkészült freskón. Ekkor küldte el a festőket, csak néhány segédet tartott maga mellett, akik az egyszerűbb munkákat végezték el. Rájuk maradt a vakolat előkészítése, a kartonok rajzainak átvitele a falra és az egyszerűbb festési műveletek. Ők végezték a pauzálás fárasztó és hosszadalmas műveletét, amikor a kartonokon a körvonalakat tűvel kiszúrták, és az apró lyukakba szénport szórva vitték fel a körvonalakat a falra. Miután megváltoztatták a vakolat összetételét, hogy jobban idomuljon a római klímához, a penészedés nem tért vissza többé.
A pápa, a legendákkal ellentétben, sokszor meglátogatta a kápolnát, sőt egyszer az állványzatot is lebontatta, épp a munka felénél. Így Michelangelo is szemügyre vehette addig elkészült művét, és ez bizonyos változásokra sarkallta. Ennek volt köszönhető, hogy a freskó második felén nagyobbak, lendületesebbek az alakok. A pauzálást jórészt elhagyta, és rajzkészítés helyett a mennyezet nedves vakolatába karcolta a körvonalakat. A festéket gyakran az ujjaival vitte föl. A freskórészleteket egységekre osztotta; egy egységnyit készített el egy nap alatt vakolással és festéssel együtt. A kutatók megállapítása szerint Az özönvíz 29 egységre volt osztva. A bibliai jelenetek közül utolsónak elkészült A világosság és a sötétség szétválasztását egy nap alatt vitte fel a mennyezetre.
A lunettáknál már nem is készített sem karcolt körvonalakat, sem kartonokat. Mivel ezeken a részeken már nem kellett nyújtózkodnia, megengedhette magának, hogy a rajzot mindössze egy vékony ecset segítségével vigye fel. A széles ecsetvonások és a vékony festékréteg arra enged következtetni, hogy a lunettákban látható Krisztus őseinek arcképcsarnokával nagyon gyorsan elkészült.

## A freskó részei
A kutatók egyetértenek abban, hogy a freskó ikonográfiája nem Michelangelo műve – bár lehetett beleszólása –, eredeti terve fennmaradt. Valószínűleg nagy fejtörést okozhatott, hogy a korábban készült freskókhoz, amelyek a kápolna falait díszítették és az Ó- és Újszövetség jeleneteit ábrázolják, hogyan illesszék a mennyezet festményeit. Olyan ótestamentumbeli jeleneteket választottak tehát, amelyeknek egyértelmű üzenete a Messiás eljövetele. (Az alábbi ábra nem pontos, ha „felülnézetből" tekintjük a mennyezetet, meg kell fordítani a szibillák és apostolok alsó/felső sorát – Jónás és Zakariás jó helyen vannak – illetve Hámán képe kerül a Dávid és Góliát-képpel, illetve az Érckígyó Judit képével szembe.)

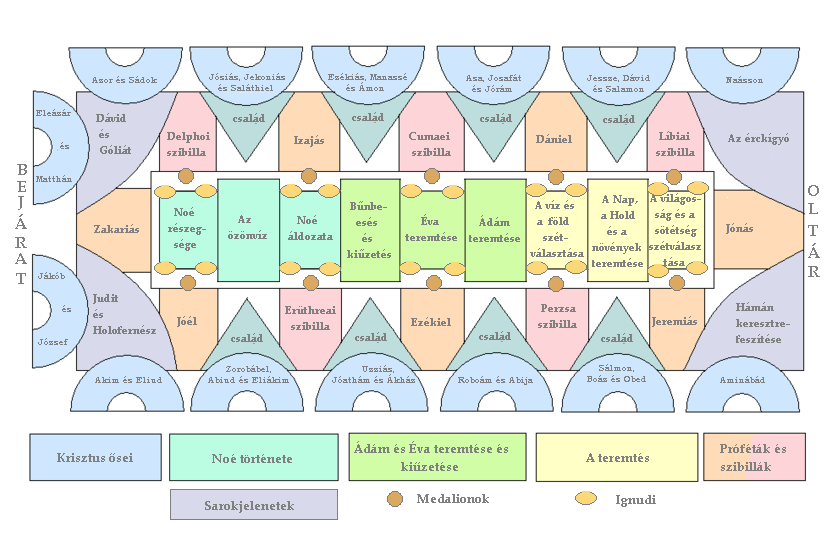
A freskó képeinek elhelyezkedése

### Jelenetek Mózes könyvéből
A legnagyobb feladatot a Mózes első könyvéből származó történetek alapján tervezett öt kisebb és négy nagyobb méretű kép elkészítése jelentette, hiszen ezek jelentik a mennyezetfreskó kompozíciójának gerincét. A teremtést és Ádám és Éva történetét ábrázoló festmények az oltártól a bejáratig időrendben követik egymást, s így szép sorban végig lehet nézni, miközben a látogató elsétál alattuk, azonban a Noéról szóló képek a bejárattól az oltárig nézve vannak helyes kronológiai sorrendben. A szentélyrács Michelangelo korában még a kápolna közepén húzódott, a mögé csak az egyházi főméltóságok léphettek. Nem kizárt, hogy az utolsónak elkészült négy jelenet alakjai azért kevésbé részletesek és nagyobbak, hogy a rácson kívül rekedtek is jól láthassák őket.

#### A világosság és a sötétség szétválasztása

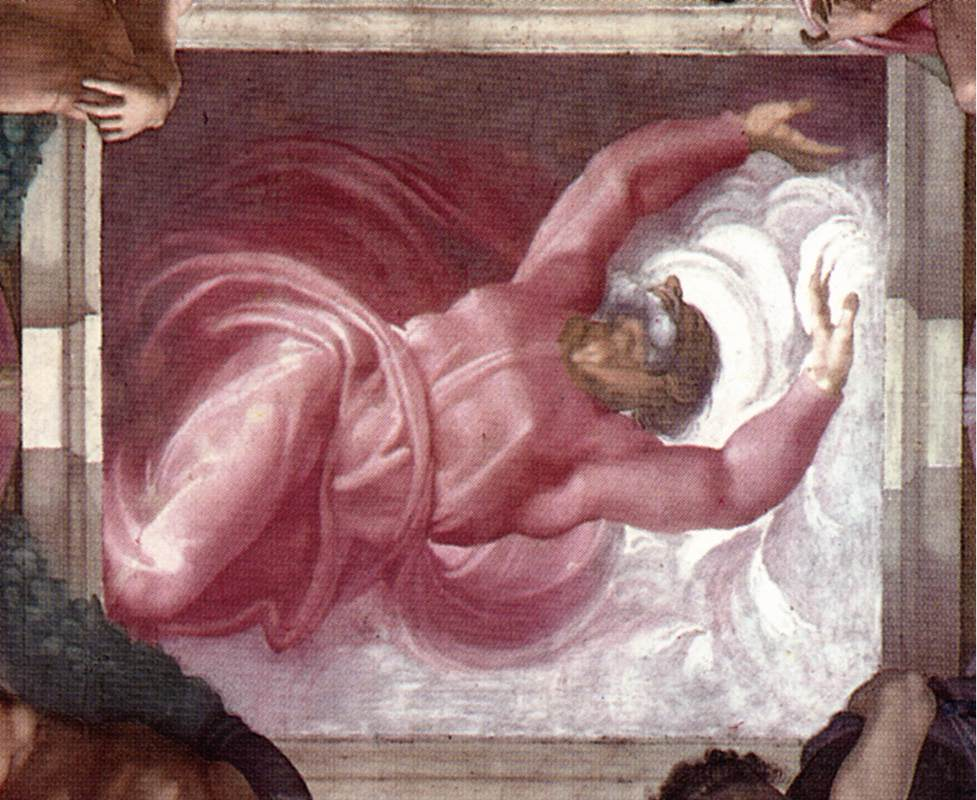
A világosság és a sötétség szétválasztása

És látá Isten, hogy jó a világosság; és elválasztá Isten a világosságot a setétségtől. (1Móz 1:4)
Michelangelo egyedülálló módon ábrázolta ezt a jelenetet: az Úr mintha maga is a világosság és a sötétség szétválasztásában teremtődne meg, alakja teljesen beborítja a teret, amint parancsoló mozdulattal visszaszorítja a sötétséget a világosság javára. A kutatók szerint az első három jelenetben Isten mint a Szentháromság egyik tagjának megszemélyesítője szerepel. Itt az első, az Atya.

#### A Nap, a Hold és a növények teremtése
Azután monda Isten: Hajtson a föld gyenge fűvet, maghozó fűvet, gyümölcsfát, a mely gyümölcsöt hozzon az ő neme szerint, a melyben legyen néki magva e földön. És úgy lőn. (1Móz 1:11)
És monda Isten: Legyenek világító testek az ég mennyezetén, hogy elválaszszák a nappalt az éjszakától, és legyenek jelek, és meghatározói ünnepeknek, napoknak és esztendőknek. És legyenek világítókul az ég mennyezetén hogy világítsanak a földre. És úgy lőn.(1Móz 1:14)
A feszült hangulatú jelenetet erősíti Isten parancsoló mozdulata, az arcvonásaiból áradó határozottság és erő. A Fiú szerepében analógiát teremt Krisztus és a Nap között (Világnak világa).

#### A víz és a föld szétválasztása
És monda Isten: Gyűljenek egybe az ég alatt való vizek egy helyre, hogy tessék meg a száraz. És úgy lőn. (1Móz 1:9)
A szelíd hangulatú festményen az Úr mint a Szentlélek megszemélyesítője lebeg a tükörsima víz felett, hatalmas alakja betölti a teret. Michelangelo szokatlan szemszögből, merész rövidülésekkel örökítette meg.

#### Ádám teremtése

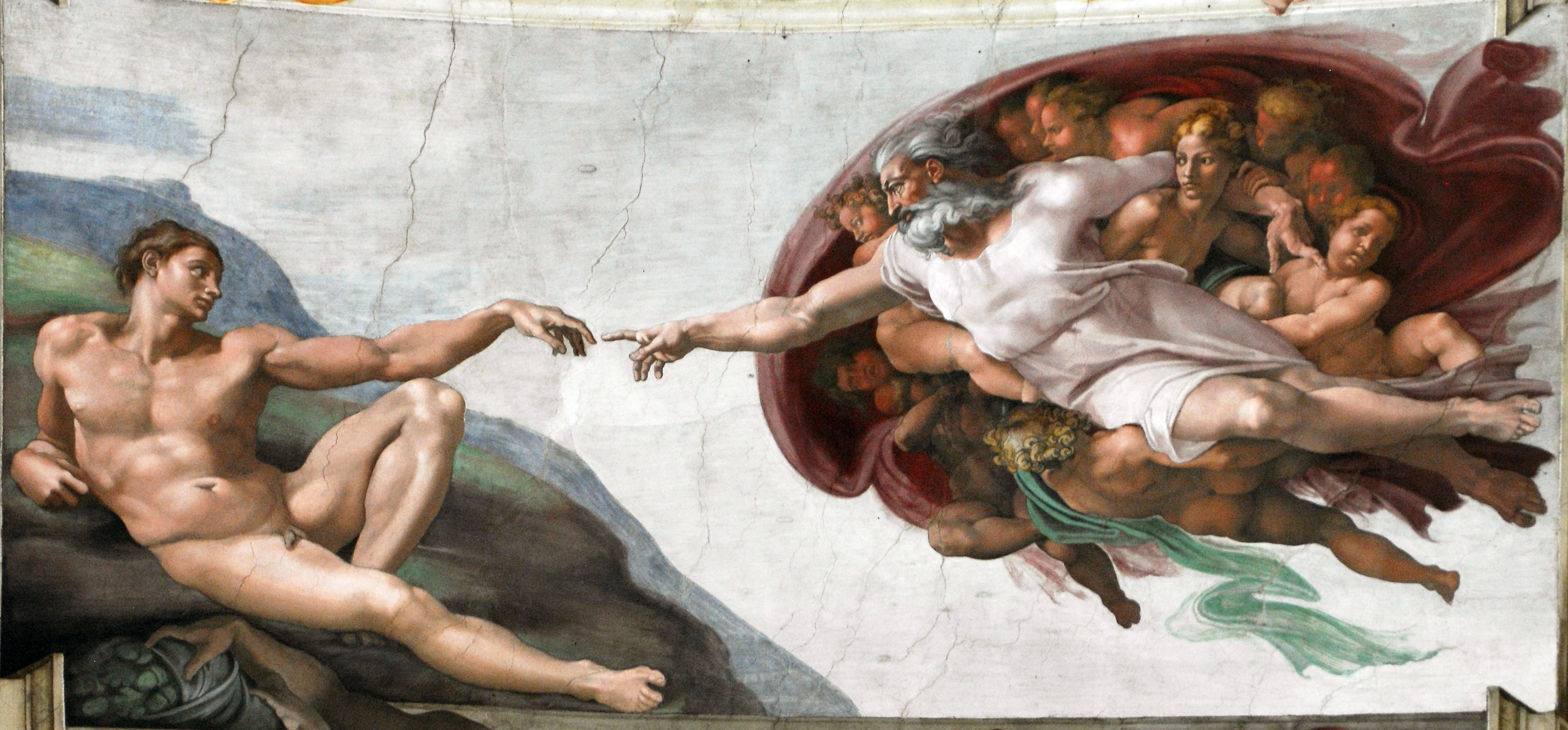
A világ egyik legismertebb jelenete: Ádám teremtése

És monda Isten: Teremtsünk embert a mi képünkre és hasonlatosságunkra.(1Móz 1:26)
Az egész műalkotás legismertebb jelenete. Az éppen megteremtett, tökéletes testtel rendelkező Ádám erőtlen karmozdulata éles ellentétben áll az Úr dinamikus mozdulataival, erőteljes karmozdulatával, amint erőt ad az első embernek. A köpenyéből előbújó alakok közül a nőalakot Sophiával, a Bölcsességgel azonosítják: Az Úr bölcsességgel alkotta a földet (Péld 3.19). Leo Steinberg szerint a köpeny árnyékában duzzogó angyalok Belzebub és Lucifer, az Úr másik kezénél lévő gyermek pedig maga Krisztus. Érdekesség, hogy a művész nem tudott lemondani a valóságos emberi test ábrázolásáról és Ádámnak köldököt festett. (Évának is. Ezt a teológiai ellentmondást más művész pl. fügefalevéllel oldotta meg.)

#### Éva teremtése
És alkotá az Úr Isten azt az oldalbordát, a melyet kivett vala az emberből, asszonynyá, és vivé az emberhez. (1Móz 2:22)
Az előzőekkel ellentétben a művész ezen a képen a hagyományos ikonográfiát követi. A kápolnát Szűz Máriának szentelték, aki eltörölte az első nő bűnét. Éva és Mária bibliai párhuzamát erősíti a festmény központi elhelyezkedése.

#### Bűnbeesés és kiűzetés

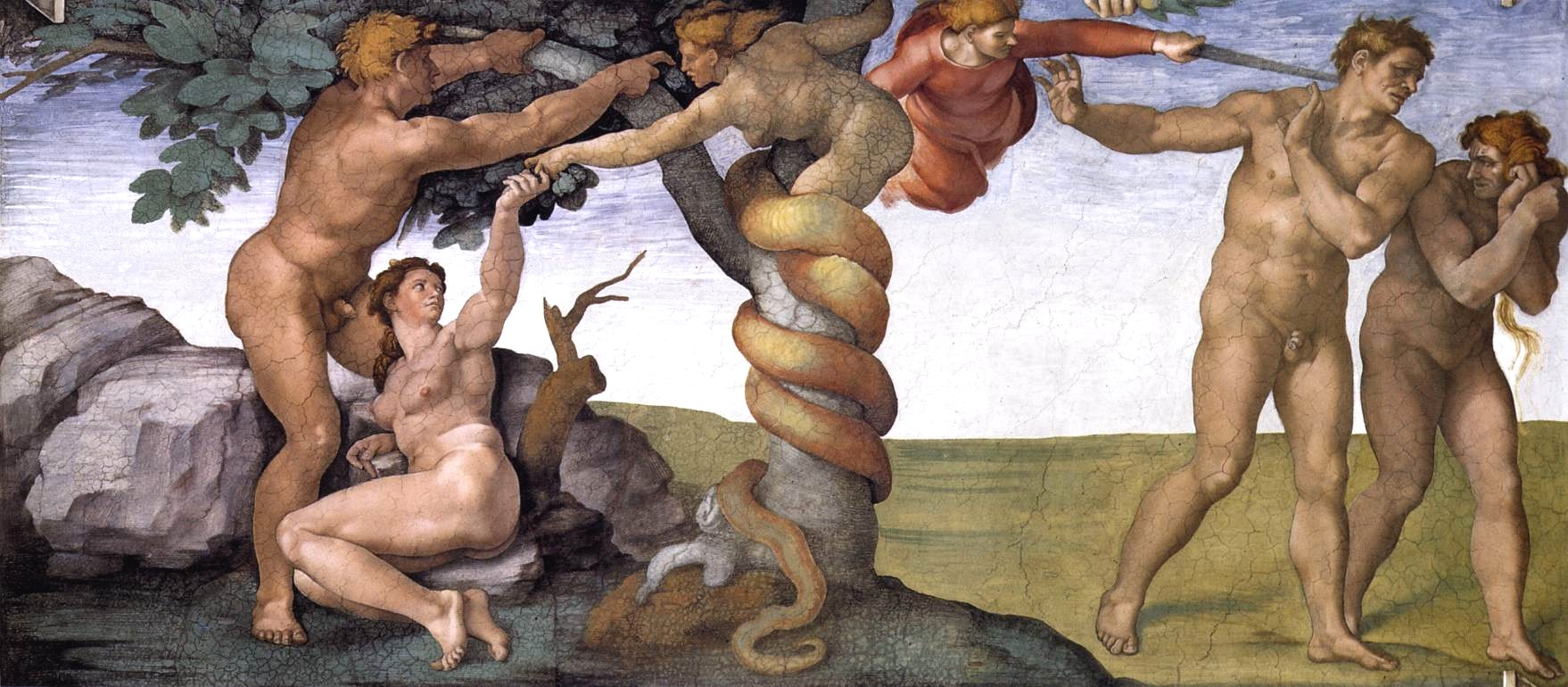
Kiűzetés a Paradicsomból

Kiküldé őt az Úr Isten az Éden kertjéből, hogy mívelje a földet, a melyből vétetett vala. (1Móz 3:23)
A kép középpontjában áll a fa, amelyről a kígyó a gyümölcsöt nyújtja. A mellette kardot tartó angyallal együtt szinte keresztet alkotnak, mintha a megkísértés a keresztrefeszítés előképe lenne. Michelangelo szerint Ádám épp olyan vétkes a bűnbeesésben, mint Éva. Éles a különbség a bensőséges hangulatú édeni jelenet és a pusztába űzött emberpár nyomorúsága között.

#### Noé áldozata
És oltárt építe Noé az Úrnak, és vőn minden tiszta állatból és minden tiszta madárból, és áldozék égőáldozattal az oltáron. (1Móz 8:20)
Ez a jelenet a Biblia szerint az özönvíz után következik. A sorrend felcserélésével a freskó ikonográfiájának tervezői valószínűleg azt akarták kifejezni, hogy Noé rendszeresen mutatott be áldozatot, és ezzel vált méltóvá az isteni kegyelemre.

#### Az özönvíz

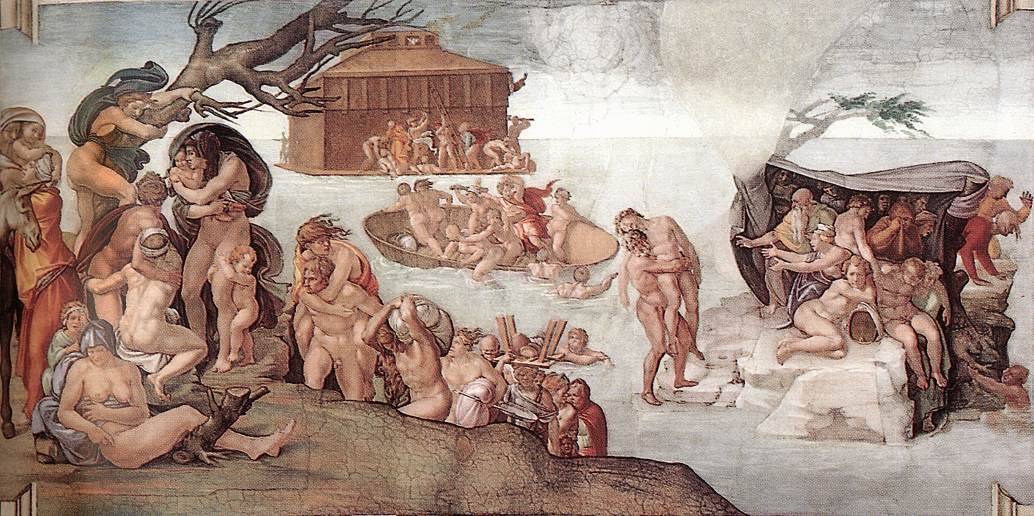
Az özönvíz

És eltörle az Isten minden állatot, a mely a föld színén vala, az embertől a baromig, a csúszó-mászó állatig, és az égi madárig; mindenek eltöröltetének a földről. (1Móz 7:23)
A Noé történetét elbeszélő ciklus központi jelenete: a kavargó, menekülni próbáló embertömeg mögött békésen lebeg a víz tetején a bárka, az egyház szimbóluma. Michelangelo legelőbb elkészült festménye, a vizsgálatok szerint lassan alakult ki, legalább egy hónapig dolgozott rajta. Itt még a megszokott perspektivikus szerkesztéssel komponált, de ezt a későbbiekben felváltotta a messziről jobban látható reliefszerű módszer.

#### Noé részegsége
Noé pedig földmívelő kezde lenni, és szőlőt ültete. És ivék a borból, s megrészegedék, és meztelenen vala sátra közepén. (1Móz 9:20)
Ez a festmény közvetlenül a bejárat felett helyezkedik el. Időrendben az Özönvíz után kellene következnie. A kábultan fekvő Noét egyik fia ki akarta csúfolni, de ebben testvérei megakadályozták. A jelenet fő mondanivalója, hogy az emberiség alapvetően bűnös természetű, ez alól még Noé és családja sem kivétel. S ezért az emberiségnek szüksége van az eljövendő Messiásra.

### Próféták és szibillák
Bár ma már nem teljesen érthető, hogyan kerülnek a pogány szibillák egy sorba a bibliai prófétákkal, a reneszánsz embere számára az összefüggés teljesen világos volt: a szibillák már a kereszténység megjelenése előtt megjósolták a Megváltó eljövetelét, hiszen az egész ókor Jézus megjelenését készítette elő.
A hatalmas alakokat Michelangelo kevés színnel és nagy színmezőkkel ábrázolta. Szinte mindegyik látnok gyönyörű, színjátszóan redőzött ruhát kapott. A megcsavarodó emberi test, a figura serpentinata legszebb példája az egész freskón a líbiai szibilla alakja, amint a lábujjától a fejéig elfordulva nyúl a könyvéért.

#### Próféták

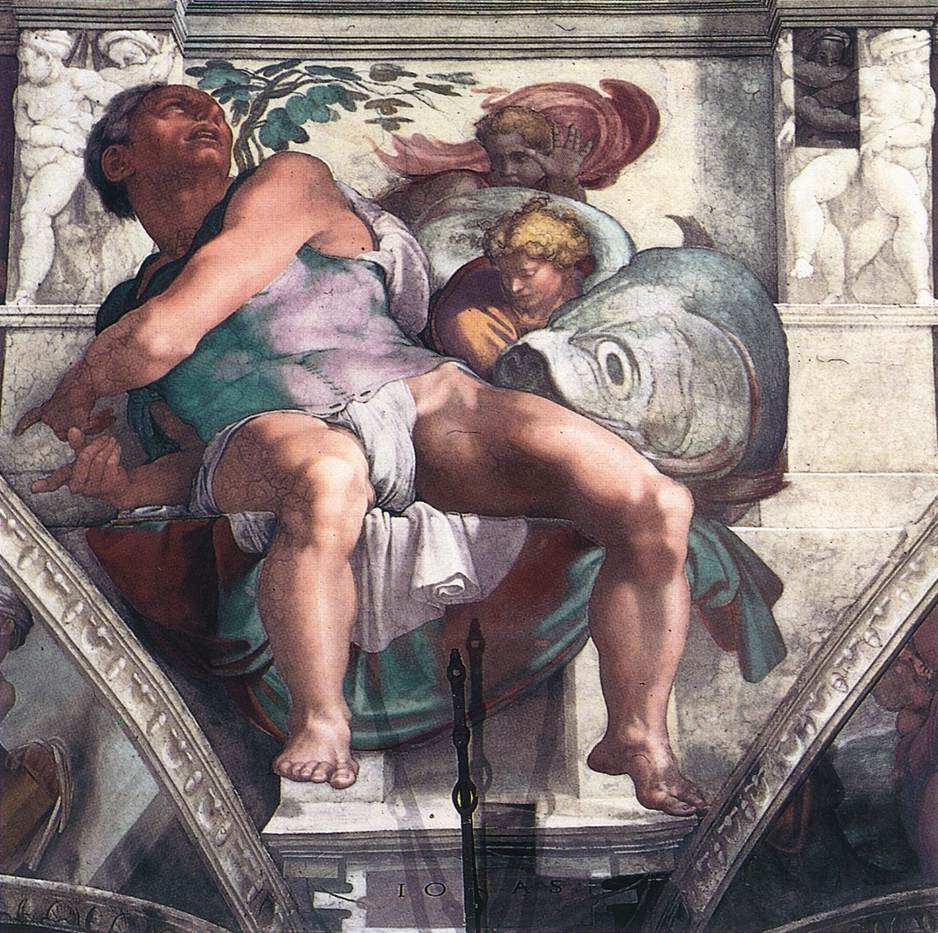
Jónás

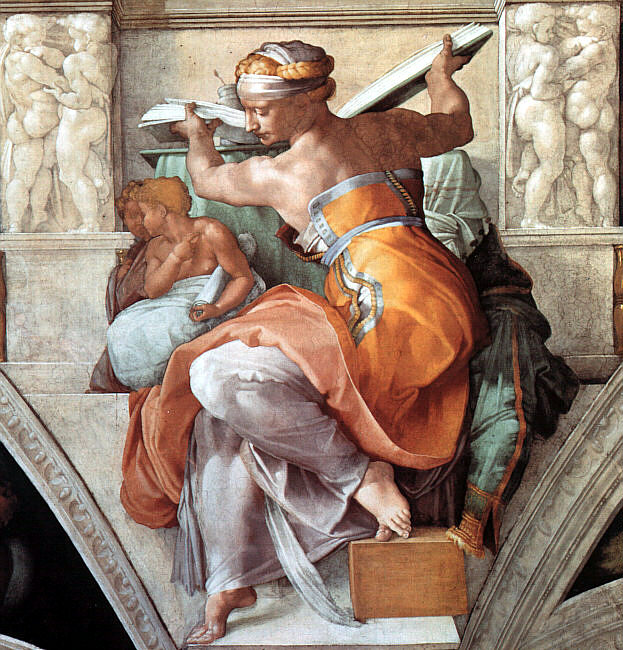
A figura serpentinata gyönyörű példája: A líbiai szibilla

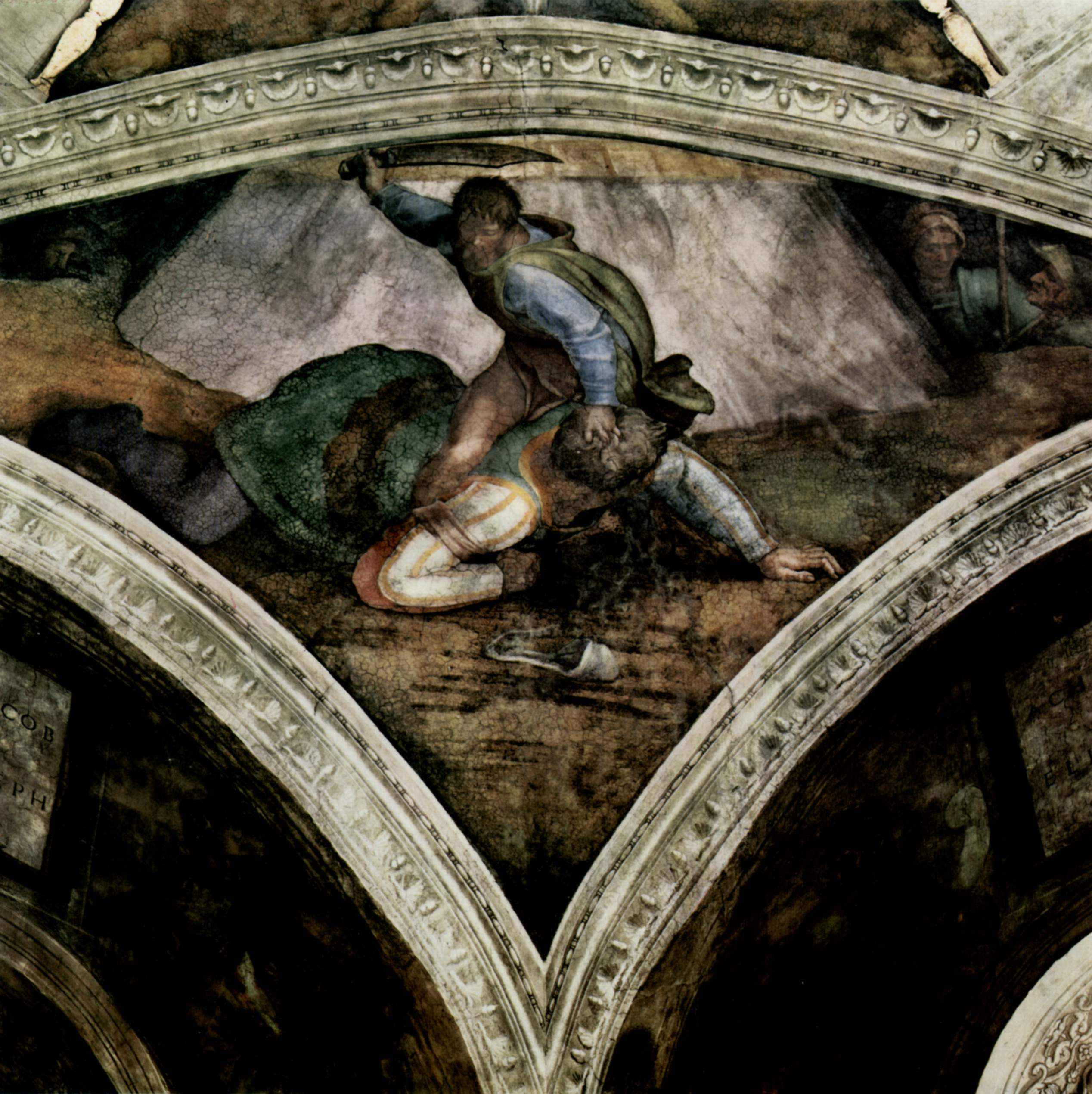
Dávid és Góliát

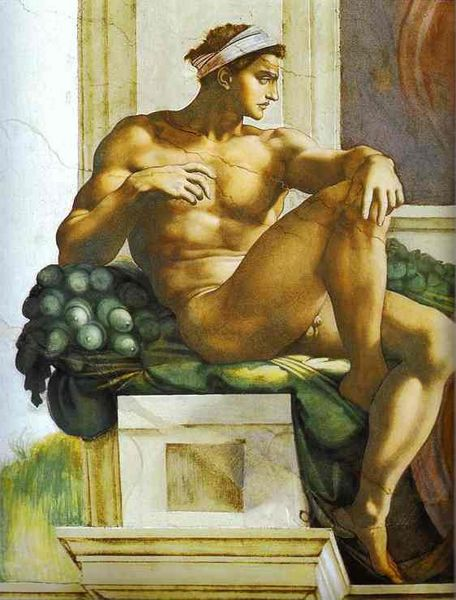
Ignudi a mennyezetfreskóról, (ignudo = meztelen ifjú, olasz)

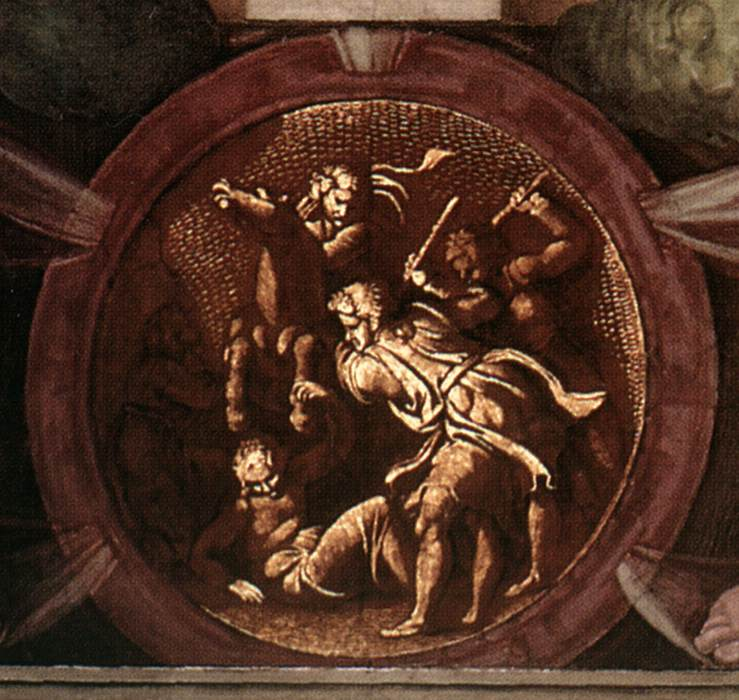
Héliodórosz büntetése

- Zakariás: Keresztelő Szent János apja. Heródes, Júdea királya uralkodásának idején volt pap Jeruzsálemben. A hagyomány szerint Heródes katonái gyilkolták meg a betlehemi gyermekgyilkosságok idején, mert elrejtette a fiát.
- Jóél: a jeruzsálemi templomban teljesített szolgálatot. Az ország gazdaságát tönkretevő sáskajárás után az Úr felszólítására a gazdagság ígéretével vígasztalta népét.
- Ézsaiás próféta (Izajás): az Ószövetség egyik legjelentősebb prófétája, Kr. e. 740–701 között tevékenykedett. A róla elnevezett könyv első részének szerzője.
- Ezékiel: Kr. e. 620 körül született. Megjövendölte a zsidók visszatérését a babiloni fogságból, és megtervezte a újjáépítendő Szentélyt.
- Dániel: Nabú-naid király híres álmainak megfejtője. Bél-sar-uszur király lakomáján a falon megjelenő betűk megfejtésével (mene, mene tekel ufárszin: megszámláltattál, megmérettél és a perzsáknak adattál) megjósolta Babilon pusztulását.
- Jeremiás: híresek voltak példabeszédei, amelyekben fellépett az erkölcstelenség, a bálványimádás ellen. Megjósolta Jeruzsálem pusztulását.
- Jónás: az Úr akaratának ellenszegülve megpróbált elmenekülni, s ezért három napot és éjszakát töltött egy cet gyomrában. Belátva, hogy nem térhet ki Isten parancsa elől, Ninivébe ment, s beszédeinek hatására a niniveiek bűnbánatot tartottak.

#### Szibillák
- Delphoi szibilla: a delphoi jósdának, Apolló leghíresebb szentélyének a jósnője, a görög mondák szereplői hozzá fordultak tanácsért. Egyik jövendőmondása a szeplőtelen fogantatásra utalt: Próféta születik érintetlen anyától, szűztől.
- Erüthreai szibilla: a legenda szerint Noé egyik fiának a felesége.
- Cumaei szibilla: a hagyomány szerint ő adta Tarquinius Superbus római királynak a Szibilla-jóslatok néven ismert jóslatgyűjteményt. A mondák szerint Apollón beleszeretett, és annyi évet ígért neki, amennyi homokszemcsét a kezében tart. De ifjúságot nem adott mellé, ezért a szibilla késő öregkorában barlangjában egy üvegkoporsóban feküdt és a haláláért fohászkodott. Ő kalauzolta Aeneast alvilági útján. Vergilius Negyedik eklogájában megjósolta a Szűz és a kisded eljövetelét, az aranykort.
- Perzsa szibilla: az Apokalipszisben szereplő fenevadhoz hasonlót jósolt.
- Líbiai szibilla: Jóslatai, Jeremiáséhoz hasonlóan, az Ítéletnapról szóltak.

### A sarokjelenetek
A mennyezet négy sarkában nagy háromszögletű boltozatokkal, csegelyekkel kapcsolódik az oldalfalakhoz. Mind a négy csegelyben egy-egy bibliai jelenet látható az Ószövetségből, amelyeknek egyetlen, de nagyon fontos közös pontjuk van a mű ikonogfáfiája szempontjából: mindegyik a zsidó nép egy hős(nő) általi megmenekülését mutatja be. Ezzel utal az egész freskó fő mondanivalójára, a Messiás általi megváltásra.
- Dávid és Góliát

Dávid (mint Krisztus előképe) megölte Góliátot, s ezzel megmentette a zsidókat.
- Judit és Holofernész

Judit, miután szépségével elbűvölte, leitstta, s álmában megölte az ellenség hadseregének vezérét, s levágott fejét szolgálólányával egy tálcán vitette haza bizonyítékul.
- Hámán keresztrefeszítése

Hámánt (mint Antikrisztust) gonosztetteiért bitófán kivégezték. A magyarázatok szerint Krisztus alázatát állították szembe Hámán gőgjével. Valószínűleg a párhuzam kedvéért Michelangelo a bitót keresztre cserélte.
- Az érckígyó

Isten megbüntette a sivatagban vándorló, ellene lázadozó zsidó népet, mérges kígyókat küldött rájuk. Mózes közbenjárt a népe érdekében, s egy bronzkígyót tűzött a botjára. Aki ránézett a kígyóra, meggyógyult.

### Azignudi
Az ignudi (meztelen ifjak, olasz) az öt kisebb főkép négy sarkában ülnek, az egész freskón összesen húszan vannak. Szerepük jelentős, hiszen Michelangelo művészi leleményeként ők alkotják az átmenetet a mennyezet építészeti tagolásától a főképek felé. Ők tartják a medallionokat és a pápa családját, a Rovere-családot jelképező tölgyvessző-kötegeket (rovere = tölgy).
Emellett testtartás-katalógusként is jól hasznosíthatók, az ignudi alakjai sok későbbi festő, sőt Michelangelo Utolsó ítélet című festményén is feltűnnek. Előképük minden bizonnyal az ókori szobrokban keresendő. A munka kezdetén Michelangelo egyszerűen megfordította a kartont, s a két szemben ülő ifjú szinte egymás tökéletes tükörképe lett. Ahogy előrehaladt a munkában, a festő egyre felszabadultabban dolgozta ki alakjait, eltűnt a szigorú szimmetria, az alakok egyre inkább térbeliek lettek.

### A medalionok
Az ignudók selyemszalagon tartják a pajzsméretű bronzplaketteket, amelyek mindegyike a Királyok könyvéből és a Makkabeusok könyvéből származó jelenetet ábrázol. Michelangelo a freskón itt használta a legtöbb aranyfestéket, s ezzel megteremtette a fém tökéletes látszatát.
A kutatóknak sokáig fejtörést okozott, miért éppen ezek a jelenetek kerültek a medalionokra, végül Edgar Wind elmélete vált a legelfogadottabbá, amely szerint a medalionok a tízparancsolat megszegéséért járó büntetéseket ábrázolják. A tíz parancsolat nem a ma ismert sorban követi egymást, hiszen sorrendjüket a reneszánsz korában még nem szentesítették.
A tízparancsolathoz köthető jelenetek az oltártól kezdve:
- Antiochus Epiphanes bukása(2Mak 9):

Ne kívánd a te felebarátodnak házát. Ne kívánd a te felebarátodnak feleségét, se szolgáját, se szolgálóleányát, se ökrét, se szamarát, és semmit, a mi a te felebarátodé.
- Abnér meggyilkolása (2Sám 3:26):

Ne ölj.
- Mátitjáhu lerombolja a modini oltárt (1Mak 2)(esetleg Jéhu elpusztítja Baál képét)(2Kir 10:27):

Ne csinálj magadnak faragott képet, és semmi hasonlót azokhoz, a melyek fenn az égben, vagy a melyek alant a földön, vagy a melyek a vizekben a föld alatt vannak.
- Héliodórosz büntetése (el akarta lopni a jeruzsálemi templom kincseit)(2Mak3):

Ne lopj.
- Nikanór halála (szombaton támadta meg Jeruzsálemet) (1Mak7 :43):

Megemlékezzél a szombatnapról, hogy megszenteljed azt.
- Nagy Sándor imádja Isten nevét (a világi hatalom meghódolása az egyház hatalma előtt):

Az Úrnak a te Istenednek nevét hiába fel ne vedd; mert nem hagyja azt az Úr büntetés nélkül, a ki az ő nevét hiába felveszi.
- Megsemmisült. Korabeli leírások alapján egy szeretkező párt ábrázolt:

Ne paráználkodjál.
- Absolon halála (Absolon felkelt apja, Dávid zsidó király ellen)(2Sám 18):

Tiszteld atyádat és anyádat, hogy hosszú ideig élj azon a földön, a melyet az Úr a te Istened ád te néked.
- Illés a tüzes szekéren (2Kir 2:11):

Ne tégy a te felebarátod ellen hamis tanúbizonyságot.
- Ábrahám áldozata(1Móz 22:9):

Ne legyenek néked idegen isteneid én előttem.

### Krisztus ősei

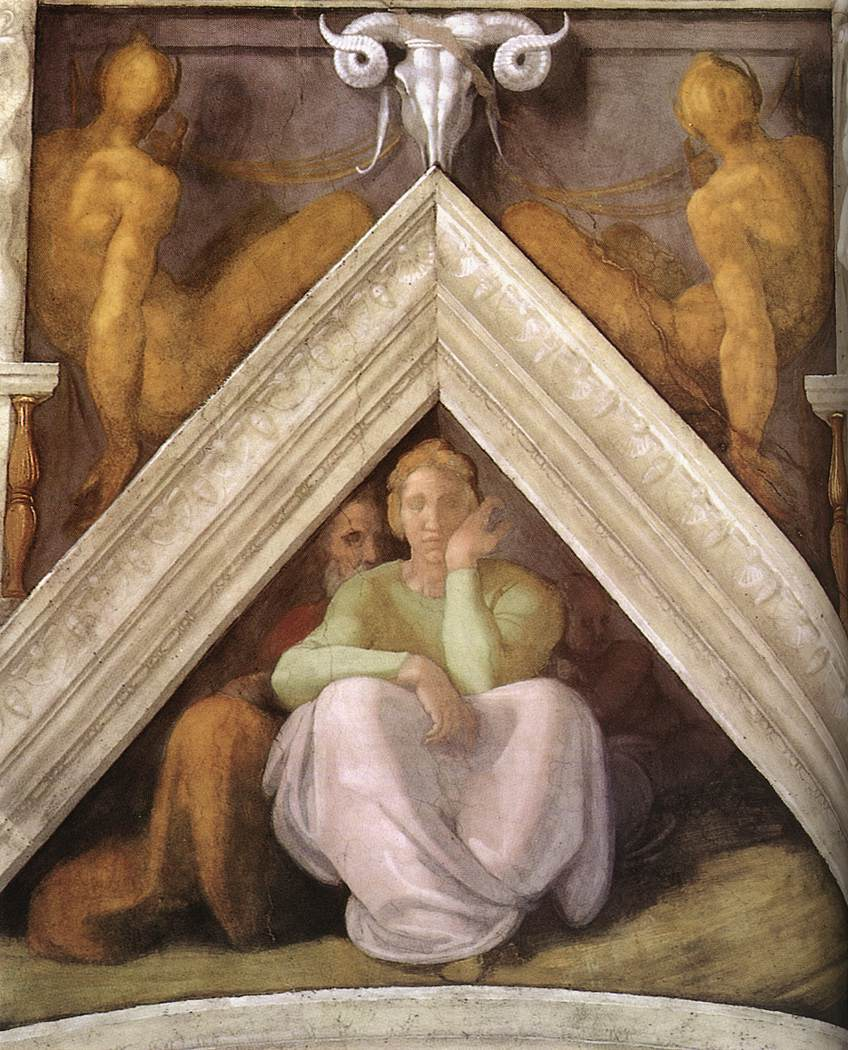
Jessze

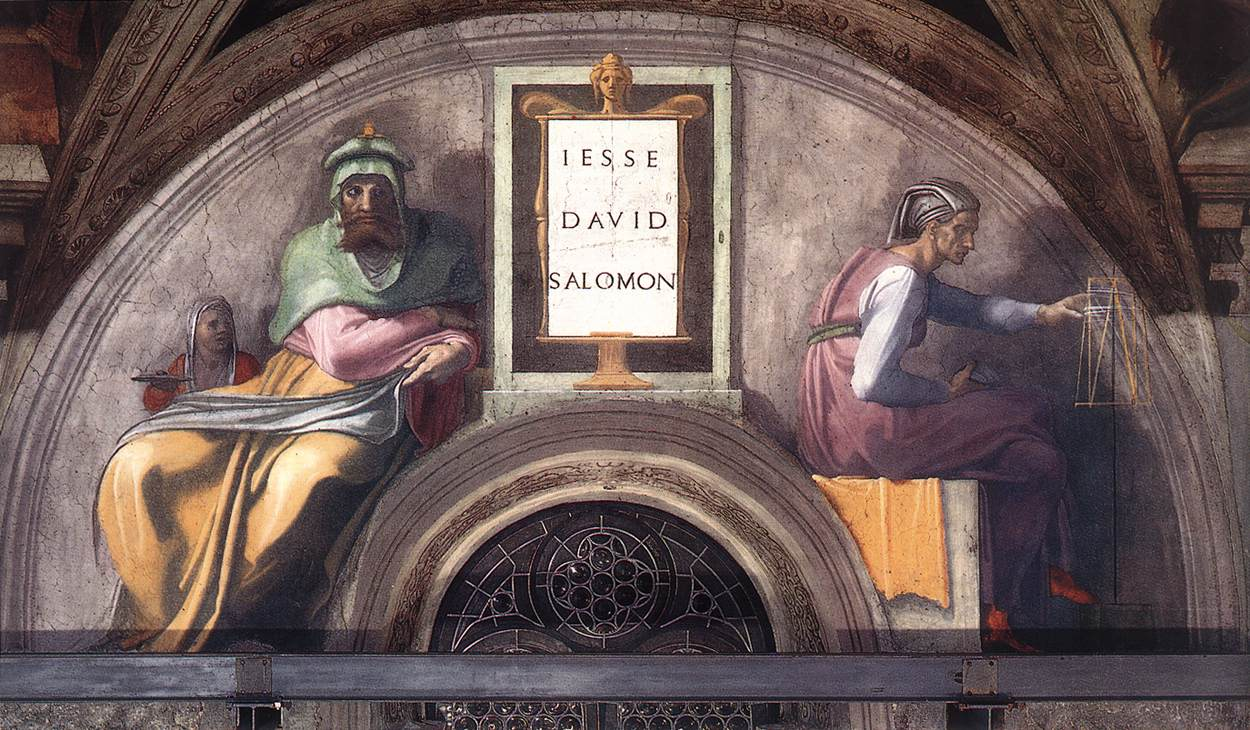
Dávid és Salamon

Krisztus őseit Michelangelo az oldalfalak ablakai fölött lévő félkörívekben és csegelyekben ábrázolta a Máté evangéliumában szereplő felsorolás szerint. A sor nem teljes, ugyanis amikor az Utolsó ítéletet festette, az előkészületek során az oltárfalon két ablakot befalaztak, és a fölöttük levő lunetták képeit megsemmisítették. Az évszázadok folyamán ezek a képek nagyon elszennyeződtek, mivel közvetlenül alattuk gyertyákat égettek. A restaurálás folyamán derült ki, hogy a festő itt használta a legélénkebb színeket, itt alkotta a legszínpompásabb öltözékeket. Az ok abban keresendő, hogy az ablakokon beömlő fény miatt egyébként e festmények nem lettek volna jól láthatóak, élvezhetőek.
A freskó többi részének mozgalmassága itt nem érezhető. Az alakok tétlenül, magukba fordulva ülnek, kerülik a kontaktust egymással, mintha várnának valamire. Michelangelo a nőket emeli előtérbe, mint a nemzetség folytonosságának letéteményeseit. Feltűnő a gyermekek nagy száma. Krisztus őseivel a művész megteremtette az átmenetet a mennyezeten ábrázolt ószövetségi jelenetek, és az oldalfalakon ábrázolt újszövetségi jelenetek között.
Krisztus őseinek sora az oltártól a bejáratig:
- Eleázár – Matthán
- Jákob – József
- Akim – Eliud
- Azor – Sádok
- Zorobábel – Abiud – Eliákim
- Jósiás – Jekoniás – Saláthiel
- Uzziás – Jóathám – Ákház
- Ezékiás – Manassé – Ámon
- Roboám – Abija
- Asa – Josafát – Jórám
- Sálmon – Boáz – Obed
- Jessze – Dávid – Salamon
- Aminábád
- Naásson

Az oltár feletti lunetták elpusztított festményein:
- Fáres – Esrom – Arám
- Ábrahám – Izsák – Jákób – Júda

## A freskó hatása

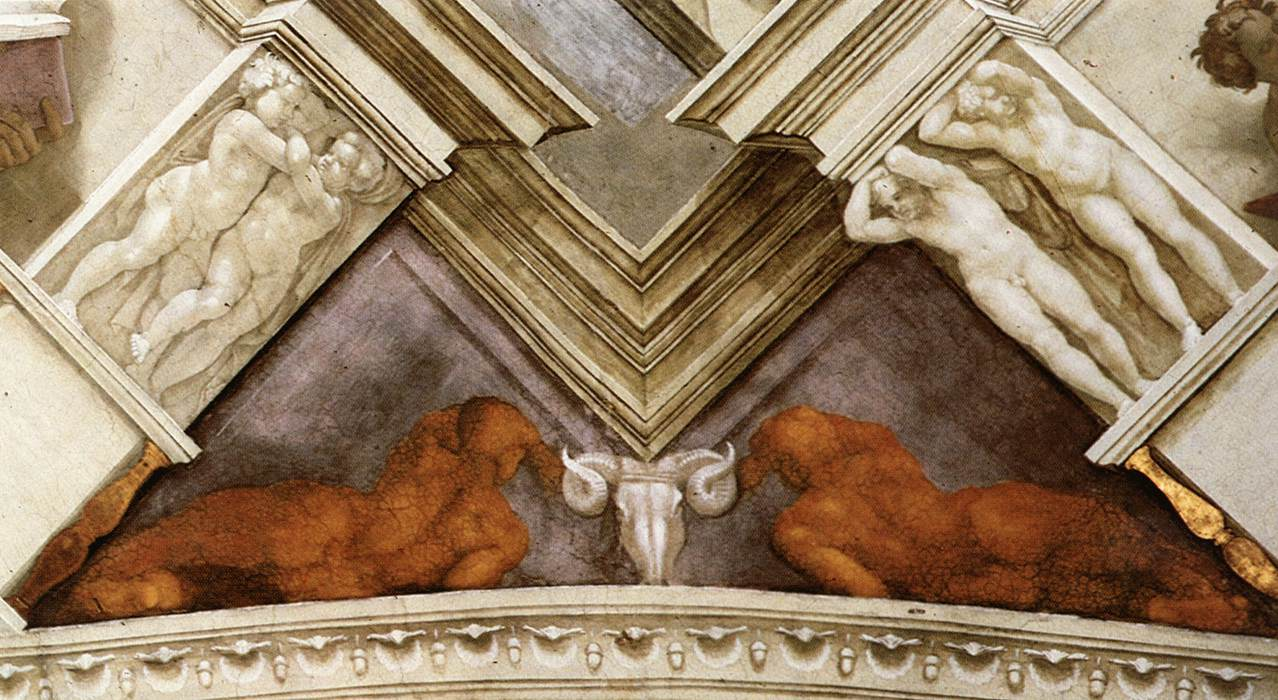
Bronzszobrok és márványarchitektúra – látszata

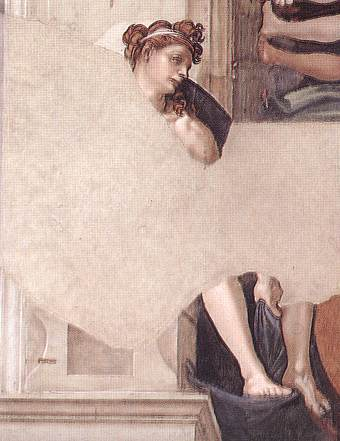
Visszavonhatatlan károsodás a freskó egy részletén

Amikor 1512-ben, mindenszentek napján leleplezték a freskót, mindenki úgy érezte, hogy egyedülálló, csodálatos remekmű. Michelangelo műve elütött minden más korábban keletkezett vagy addig elkészült kortárs falfestménytől. Nem sík felületet formáz, hanem pózok, átfedések segítségével érzékelteti a teret, amelyben alakjai mozognak. A festő elhagyta az addig szokásos aranyalapozást. Ő volt az első, aki fiktív bronzszobrokat, márványreliefet, márványarchitektúrát alkotott a teljesen sík felületen. Ezeket az újításokat már kortársai is átvették, először Raffaello a Sala di Costantino díszítésénél.

## A restaurálás
Az évszázadok folyamán a freskó állagát többször is megpróbálták különböző, jobb-rosszabb módszerekkel konzerválni. Az első ilyen jellegű kísérlet a mű elkészülte után néhány évtizeddel történt: a Noé áldozata című kép egy részén kicserélték a festést. A figurákat kartonra másolták, a vakolatot leverték és a kész, nedves vakolatra újrafestették a képet. Ma ez a rész a festék eltérő minősége miatt kissé sötétebb. A penészedő rész Az özönvíz részleten, amellyel Michelangelo küszködött munkája elején, a 18. század végén lehullott. A legnagyobb károkat a beázás okozta, végérvényesen tönkretette az egyik ignudo és medalion képét.
A korai restaurátorok az egész művet olajjal kevert állati enyvvel vagy csak tiszta olajjal vonták be, hogy felfrissítsék a színeket, mint az olajfestményeken. Az olaj beivódott a falba, és sötét foltokat okozott.
Mindezeket a károkat volt hivatott helyrehozni az a több mint egy évtizedig tartott restaurálási folyamat, amely 1979-ben kezdődött. A fő feladat az enyv- és koromréteg eltávolítása volt. A restaurátoroknak a munka folyamán alkalmuk volt megvizsgálni és rekonstruálni Michelangelo munkamódszerét. A restaurálás végeztével mintha teljesen új festmény tárult volna a látogatók elé. A hosszú idő alatt megszokott sötét, barnás árnyalatok eltűntek, s helyükbe léptek Michelangelo hihetetlen élénk színei. Ezáltal a kép hangulata tökéletesen megváltozott. A restaurálás során használt állványzat felépítéséhez ugyanazokat a falba fúrt és alulról a párkányzat által eltakart lyukakat használták, amelyeket annak idején a művész is.
A restaurálást egy japán televíziós társaság finanszírozta. Ennek fejében az összes filmforgatáshoz, fényképezéshez kapcsolódó jogot három évre megszerezte magának.

### Magyar nyelven
- Ádám teremtése (magyar nyelven). [2005. március 11-i dátummal az eredetiből archiválva]. (Hozzáférés: 2009. augusztus 15.)

### Angol nyelven
- Web Gallery of Art (angol nyelven). (Hozzáférés: 2009. augusztus 15.)
- Virtuális túra a WGA-n (angol nyelven). (Hozzáférés: 2009. augusztus 15.)
- A Sixtus-kápolna freskói (angol nyelven). [2009. szeptember 11-i dátummal az eredetiből archiválva]. (Hozzáférés: 2009. augusztus 15.)
- Musei Vaticani Online (olasz nyelven). (Hozzáférés: 2009. augusztus 15.)
- A freskók restaurálása – pro és kontra (angol nyelven). [2009. július 28-i dátummal az eredetiből archiválva]. (Hozzáférés: 2009. augusztus 15.)